# Rue Neuve (Toulouse)
Pour les articles homonymes, voir Rue Neuve.
La rue Neuve (en occitan : carrièra Nòva) est une voie de Toulouse, chef-lieu de la région Occitanie, dans le Midi de la France.

## Situation et accès

### Description
La rue Neuve est une voie publique. Elle se trouve dans le quartier Saint-Étienne, dans le secteur 1 - Centre.
Elle naît perpendiculairement à la rue Perchepinte. Longue de 166 mètres, elle suit un tracé particulièrement tortueux. Elle est de plus particulièrement étroite, puisque sa largeur, d'environ deux mètres, n'en excède jamais trois, ce qui en fait une des rues les plus étroites de la ville – Pierre Salies rapporte d'ailleurs une anecdote de François Gauzi, qui affirme que Jean-Pierre Mazas, le « Géant de Montastruc », célèbre colosse de foire, « la barrait de ses bras étendus ». La rue Neuve se termine au croisement de la rue Montoulieu-Vélane.
La chaussée compte une seule voie de circulation automobile à sens unique, de la rue Perchepinte vers la rue Montoulieu-Vélane. Elle est définie comme une zone de rencontre et la vitesse y est limitée à 20 km/h. Il n'existe pas de bande, ni de piste cyclable, quoiqu'elle soit à double-sens cyclable.

### Voies rencontrées
La rue Neuve rencontre les voies suivantes, dans l'ordre des numéros croissants :
1. Rue Perchepinte
2. Rue Montoulieu-Vélane

## Odonymie

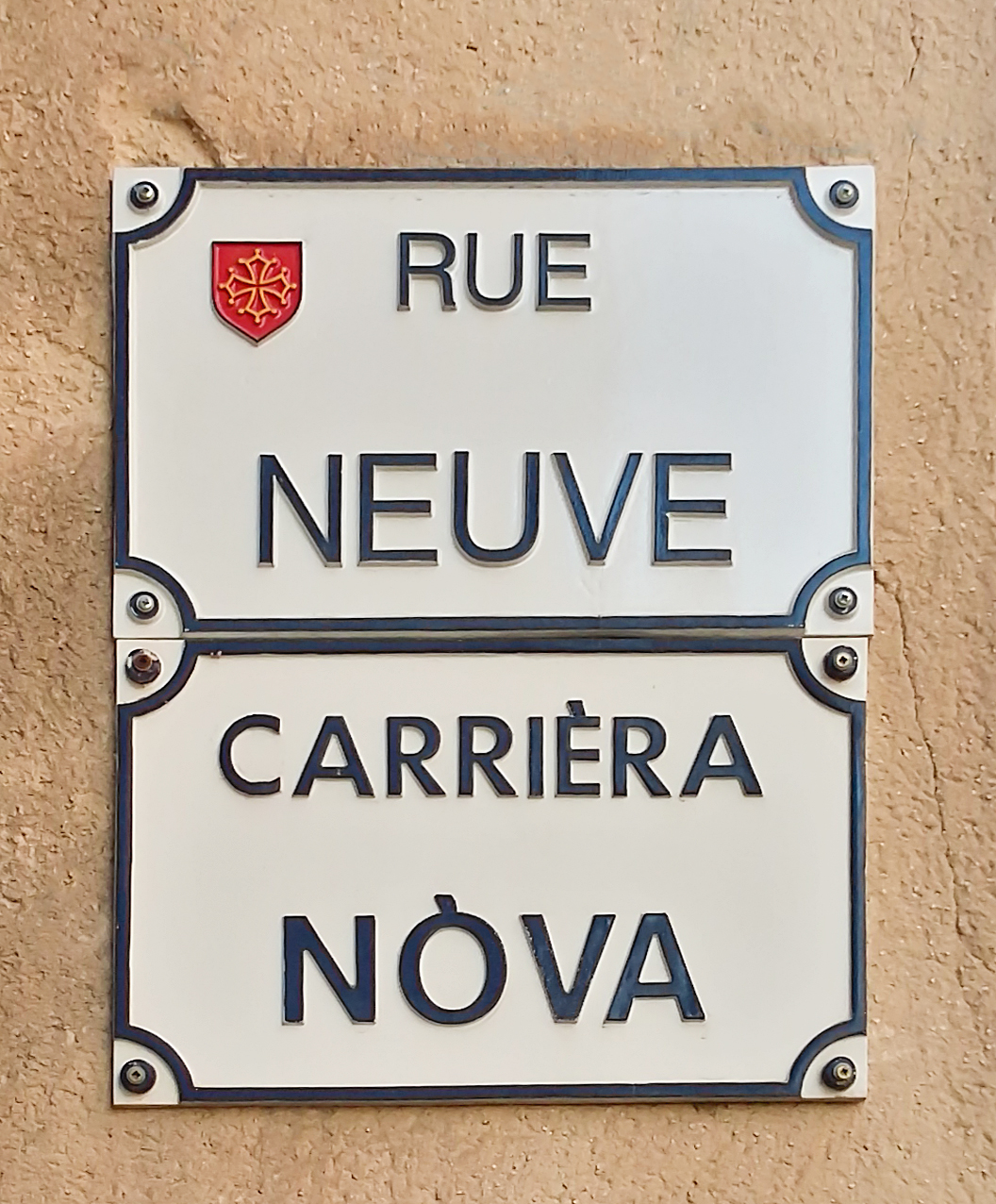
Plaques de rue en français et en occitan.

La rue était déjà désignée comme Neuve du XIIIe siècle. Elle ne changea de nom que pendant la période révolutionnaire, en 1794, lorsqu'elle fut connue comme la rue Morale,.

## Histoire

### Moyen Âge et période moderne
Au Moyen Âge, la rue Neuve appartient au capitoulat de Saint-Étienne. Malgré son nom, elle apparaît déjà, au début du XIVe siècle, sous ce nom. Elle a toujours été bordée de dépendances et de jardins des immeubles et des maisons des rues voisines, Perchepinte, Ninau et Vélane. C'est au cours du XVIIIe siècle que sont élevés la plupart des bâtiments qui bordent la rue.